# Pouteria validinervis
Pouteria validinervis är en tvåhjärtbladig växtart som först beskrevs av Hermann Sleumer, och fick sitt nu gällande namn av Charles Baehni. Pouteria validinervis ingår i släktet Pouteria och familjen Sapotaceae.
Artens utbredningsområde är Ecuador. Inga underarter finns listade i Catalogue of Life.